# Brittisk appaloosa
Den Brittiska Appaloosan, även kallad British spotted horse, är egentligen inte en hästras, utan en typ av häst som fötts upp i Storbritannien och som alltid är tigrerad, eller prickig. Den brittiska appaloosan är skild från den amerikanska Appaloosan, även om de troligen har samma ursprung, då den amerikanska appaloosan är en fastslagen ras, medan den brittiska bara är en benämning för prickiga hästar. Den brittiska föreningen för Appaloosa-hästar har dock som mål att så småningom fixera linjerna och få erkännande som egen ras. För att kunna registreras måste hästarna dock ha minst en registrerad förälder, och måste möta vissa krav på utseende och temperament. 

## Historia
Tigrerade hästar har dokumenterats så tidigt som år 18 000 f.Kr, genom grottmålningar som hittats i Frankrike. Dessa tigrerade, eller prickiga hästar spreds sedan över hela Europa, och under 1500-talet och 1600-talet skeppades många av dessa över till Nordamerika med conquistadorer och europeiska nybyggare. På så sätt skapades den amerikanska Appaloosan. Men tigrerade hästar har även funnits kvar i Europa. I Danmark avlar man den prickig Knabstruppern och under 1800-talet var prickiga hästar väldigt populära bland adeln. 
Tigrerad hästar har även dokumenterats i Kina och i Mellanöstern och troligen fördes hästarna till Europa med vandringsfolk från Asien. Det finns de som påstår att det alltid har funnits inhemska prickiga hästar i Storbritannien men det finns inga bevis för detta. Sannolikt har de prickiga hästarna i Storbritannien förts dit i omgångar från både Asien med kelterna och senare även från Europa under invasionerna av normanderna. 
Under början av 1900-talet började de tigrerade hästarna öka i Storbritannien. I USA hade Appaloosan redan blivit en mycket populär hästras, bland annat inom cirkusen. Amerikanerna tog dessa prickiga hästar med sig på resande cirkusar och på sätt spreds de prickiga generna vidare. Under 1970-talet kom ytterligare en våg av prickiga hästar från USA. Man exporterade en stor mängd prickiga hästar till Australien, men Storbritannien fungerade som ett första stopp där de sattes i karantän. Detta gjorde att de prickiga generna blev ännu starkare hos de brittiska hästarna. 
1947 startades föreningen "British Spotted Pony & Horse Society" som registrerade alla typer av tigrerade hästar, även ponnyer. Men under 60- och 70-talet minskade antalet ponnyer, medan hästarna bara blev allt mer populära och 1976 splittrades föreningen in i två delar, "The British Spotted Pony Society och "British Appaloosa Society". I den första registrerades enbart ponnyer med en mankhöjd på under 147 cm och dessa hästar kallade british spotted pony, medan större hästar registrerades i "British Appaloosa Society". 
Man bestämde sig för att använda sig av det amerikanska namnet Appaloosa, för att folk skulle förstå att hästarna var tigrerade, samt för att man kunda rida på den våg av popularitet som den amerikanska Appaloosan nu förde med sig. Men den brittiska föreningen var helt fristående från den amerikanska, och man arbetade för att registrera alla typer av tigrerade hästar i Storbritannien, så länge de mötte vissa krav. 1987 påbörjade man en mer selektiv avel genom att man började använda sig av ett system där man betygsatte hästarna för att få fram olika linjer och då startades även en stambok för hästar som kunde spåras sex generationer bakåt i tiden. 
År 2000 startades även Appaloosa Horse Club UK (ApHC), som skulle göra reklam för Appaloosa-hästar i Storbritannien. ApHC blev den enda föreningen i Storbritannien som fungerade som en dotterförening till den amerikanska Appaloosaföreningen, men även inom denna förening startade man ett register för den brittiska Appaloosan. Amerikanska rasrena Appaloosa-hästar registrerades i A-registret, medan brittiska Appaloosa-hästar registreras i B-registret. Man har även ett P-register för Partbred, dvs Appaloosa-hästar som avlats ut med andra raser, men som fortfarande behållit den tigrerade färgen. 
Idag är målet hos den brittiska Appaloosaföreningen att man ska kunna renavla dessa hästar, utan inblandning av andra raser. Idag finns det en stambok, och man har avlat hela fyra generationer av hästar utan inblandning av andra hästar. De variationer som funnits hos den brittiska Appaloosan håller alltså på att försvinna och man försöker nå få erkänd status som en egen hästras. 

## Egenskaper
Då den brittiska Appaloosan ännu inte är en egen ras så finns många variationer i utseende och temperament. För att få registreras som en brittisk Appaloosa så måste hästen ännu inte följa en specifik standard. Hästen måste dock vara tigrerad och över 145 cm i mankhöjd. Föreningen har idag fyra olika register för olika hästar. 
- Main register: För att registreras här måste båda föräldrarna vara registrerade brittiska Appaloosor.

- Import register: Detta register används specifikt för importerade, tigrerade hästar. Hästen måste ha bevisad härkomst hos någon annan Appaloosaförening.

- Annexe register: Detta register är fokuserat på utvecklingen av den brittiska Appaloosan som en egen ras. För att kunna registreras här krävs att båda föräldrarna är registrerade i föreningen. Korsningar med Engelskt fullblod, Quarterhäst eller Arabiskt fullblod är tillåtet så länge hästen möter de andra kraven.

- Partbred register: Här registreras hästar som har en förälder som är registrerad, men med okänd härkomst i andra halvan av sin stamtavla, så länge hästen möter kraven. [6]

Idag har kraven blivit hårdare på de brittiska Appaloosa-hästarna. Det krävs inte längre bara en tigrerad hårrem. Hästarna måste vara av ridtyp, och ha nått minst 145 cm i mankhöjd när hästen har nått vuxen ålder. Man lägger även vikt vid hästens temperament. Hästen ska vara lätt att hantera men ändå villig och ivrig. Hästarna är intelligenta och används därför ofta som cirkusdjur. Den tigrerade, prickiga hårremmen gör även den att hästen är populär inom cirkus eller showridning. 